# ماتيو رودريغوس
ماتيو رودريغوس (بالفرنسية: Mathieu Rodrigues)‏ هو لاعب كرة مضرب فرنسي، ولد في 7 نوفمبر 1985 في رومورانتان لانتونيه ‏ في فرنسا.

## وصلات خارجية
- ماتيو رودريغوس على موقع رابطة محترفي التنس (الإنجليزية)
- ماتيو رودريغوس على موقع الاتحاد الدولي لكرة المضرب (الإنجليزية)
- ماتيو رودريغوس على موقع خلاصة التنس.كوم (الإنجليزية)
- ماتيو رودريغوس على موقع إي إس بي إن.كوم (الإنجليزية)